# Erma EMP
A submetralhadora alemã EMP (Erma Maschinenpistole) também conhecida como MPE (Maschinenpistole Erma) foi produzida pela fábrica Erma e foi baseada em projetos adquiridos de Heinrich Vollmer. A arma foi produzida de 1931 a 1938 em cerca de 10.000 exemplares (em três variantes principais) e exportada para Espanha, México, China e Iugoslávia, mas também usada internamente pela SS. Foi produzida sob licença na Espanha pelo arsenal da Corunha sob a designação M41/44.

## História
No início da década de 1920, Vollmer começou a desenvolver suas próprias submetralhadoras. Seus primeiros modelos, denominados VPG, VPGa, VPF e VMP1925, eram bastante semelhantes à MP 18. A VMP1925 tinha punho dianteiro de madeira e era alimentada por um carregador de tambor de 25 cartuchos. A VMP1925 foi testada secretamente pelo Reichswehr, juntamente com projetos concorrentes da Schmeisser e Rheinmetall. (O Reichswehr foi proibido pelo Tratado de Versalhes de ter submetralhadoras em serviço, embora a polícia alemã pudesse transportar um pequeno número.) Financiamento secreto foi dado a Vollmer para continuar o desenvolvimento, e isso resultou na VMP1926, que principalmente diferiu de sua antecessor pela remoção da manga de resfriamento. Um desenvolvimento subsequente foi a VMP1928, que introduziu um carregador de cofre de 32 cartuchos preso no lado esquerdo. O desenvolvimento final desta série foi a VMP1930. (Também pode ser visto na WTS.) Este modelo introduziu uma inovação substancial – um conjunto telescópico de mola principal, que tornou a arma mais confiável e mais fácil de montar e desmontar em campo. Vollemer solicitou uma patente para sua inovação em 1930 e ela foi concedida em 1933 como DRP# 580620. Sua empresa, Vollmer Werke, produziu, no entanto, apenas cerca de 400 destas, e a maioria foi vendida para a Bulgária. No final de 1930, o Reichswehr parou de apoiar financeiramente Vollmer; consequentemente, ele vendeu os direitos de todos os seus projetos para a empresa conhecida como Erma Werke (que é uma abreviatura de Erfurter Maschinenfabrik, Berthold Geipel GmbH).
As submetralhadoras que Erma começou a vender em 1932 sob os nomes EMP (Erma Maschinenpistole) ou MPE (Maschinenpistole Erma) eram basicamente apenas a VMP1930 com a manga de resfriamento restaurada. Embora existissem diversas variantes com comprimentos de cano variados e miras feitas de acordo com as especificações dos clientes, aproximadamente três variantes principais foram produzidas: uma com cano de 30 cm, alça de tangente e retém de baioneta foi aparentemente vendida para a Bulgária ou Iugoslávia. O segundo modelo, às vezes chamado de MP34, ou "modelo padrão", tinha cano de 25 cm e não previa baioneta; a mira traseira varia - alguns tinham uma mira tangente, outros uma mira simplificada em "L" rebatível. Uma terceira variante era basicamente semelhante nas peças metálicas, mas substituiu o punho dianteiro por uma coronha estilo MP 18 com ranhuras para os dedos. No geral, pelo menos 10.000 desses projetos baseados em Vollmer foram feitos pela Erma. Foram adotadas pelas SS e pela Polícia Alemã, mas também vendidos ao México, Jugoslávia e Espanha. Durante a Guerra Civil Espanhola, a EMP foi usada tanto pelos Republicanos como pelos Nacionalistas.
Na primavera de 1939, um grande número de republicanos espanhóis derrotados fugiu para França, onde foram desarmados. Cerca de 3.250 EMP anteriormente na posse destes combatentes acabaram num armazém francês em Clermont-Ferrand. As EMP eram geralmente chamados de "Erma–Vollmer" em documentos franceses. Os franceses testaram as armas e decidiram adotá-las para seu próprio serviço. Um manual provisório foi impresso em francês como Provisoire sur le pistolet-mitrailleur Erma – Vollmer de 9mm, emitido em 26 de dezembro de 1939 e atualizado em 6 de janeiro de 1940. No entanto, os franceses obtiveram apenas cerca de 1.540 carregadores adequados para essas armas, então apenas 700-800 EMP foram realmente distribuídas às forças francesas, principalmente à Gendarmaria Móvel. Depois que os alemães conquistaram a França, algumas EMP armaram a Legião de Voluntários Franceses Contra o Bolchevismo, que eventualmente se tornou parte da divisão SS Charlemagne. Esta divisão foi praticamente destruída em fevereiro de 1945 na Prússia Oriental, hoje parte da Polônia. Numerosas EMP foram encontradas nos últimos campos de batalha da divisão SS Charlemagne; a maioria dessas armas não possui carimbos ou marcas militares alemãs.. As EMP que chegaram às mãos dos alemães através da rota francesa receberam a designação (Fremdgerät) de Maschinenpistole 740(f). As EMP adquiridas pela Iugoslávia foram usadas tanto pelos Partisans quanto pelos Chetniks.
Na Espanha franquista, a EMP, com câmara para o cartucho 9mm Largo, foi produzida localmente até meados da década de 1950. Foi designada Modelo 1941/44 ou "subfusil Coruña", mas comumente conhecida como Naranjero. Teve um desempenho ruim durante a Guerra de Ifni.

## Projeto
Sua alavanca de manejo está à direita. O alojamento do carregador, que fica à esquerda, é ligeiramente inclinado para frente para auxiliar na alimentação de munição. A arma pode ser disparada nos modos semiautomático ou automático.

## Influência
O desenvolvimento final na Erma é conhecido como EMP 36. Esta pode ser considerada um modelo intermediário entre a EMP e a MP38. Embora muitos detalhes do mecanismo tenham sido alterados em relação à EMP, ele manteve a mola operacional principal telescópica de Vollmer basicamente inalterada. No exterior, as diferenças mais óbvias são que o alojamento do carregador estava agora quase vertical, embora ainda ligeiramente inclinado para a esquerda e para a frente. A coronha de madeira maciça foi substituída por um punho de pistola de madeira e uma coronha dobrável de metal. Não está totalmente claro quem projetou a EMP 36, embora o próprio Berthold Geipel seja geralmente creditado. Aparentemente, as características do novo projeto foram resultado de outro contrato secreto com o exército alemão. A guia de mola de retorno do cilindro telescópico da EMP foi mantida para a Maschinenpistole 38.

## Operadores
- Bolívia: usou a VMP1930 durante a Guerra do Chaco.[13]
- Bulgária[14]
- França[15]
  - França de Vichy (pequena quantia emitida para a Milícia Francesa)[16]
- Alemanha
- China[2]: Exportada por forças nacionalistas e usada durante a Segunda Guerra Sino-Japonesa.[14]
- México
- Noruega: O Grupo de Assalto do Serviço Policial Norueguês (Statspolitiet) comprou 8 submetralhadoras VMP1930 em 1932.[17]
- Paraguai: Algumas foram compradas antes da Guerra do Chaco,[18] também em campo com armas bolivianas capturadas.[13]
- Polónia: Obtida para efeitos de julgamento, possivelmente entregue às forças policiais e à guarda presidencial.[19] Cerca de 3000 foram fornecidas aos republicanos durante a Guerra Civil Espanhola.[20]
- Segunda República Espanhola: Vários milhares de cópias sem licença fabricadas pelos republicanos durante a Guerra Civil Espanhola.[10]
- Espanha Franquista: A produção sem licença continuou sob o regime franquista no Arsenal da Corunha, sob as designações Modelo 41 e Modelo 41/44.[10]
- Iugoslávia: em 9×19mm Parabellum.[21]